# Lajos Vári
Lajos Vári (27 september 1916 - 21 april 2011) was een Hongaars en Zuid-Afrikaanse entomoloog.

## Levensloop
Vári werd in 1916 in Hongarije geboren en groeide vanaf 1922 op bij Nederlandse pleegouders in Amsterdam. Dit was door het Rode Kruis voor weeskinderen geregeld. Zijn pleegvader was kunstenaar, restaurateur en verzamelaar. Vári kreeg zijn opleiding in Nederland. Tijdens de Tweede Wereldoorlog en het begin van de naoorlogse periode was hij werkzaam als laboratoriumassistent bij de Universiteit van Amsterdam. Al vroeg specialiseerde hij zich in microlepidoptera. In het bijzonder hadden de bladmineerders zijn interesse. Zijn eerste publicaties (1941 - 1944) gingen over de Nederlandse vlinders. Vanaf 1942 was hij lid van de Nederlandse Entomologische Vereniging en deed hij kennis op over entomologie bij het Zoölogisch Museum Amsterdam.
Vanwege slechte carrièrevooruitzichten emigreerde hij samen met zijn vrouw Geertje en drie jonge kinderen in 1948 naar Zuid-Afrika en was hij enige tijd werkzaam als adjunct-directeur van het Ditsong National Museum of Natural History. Van 1948 tot 1952 werkte hij nauw samen met Dr. A. J. T. Janse en bracht een groot deel van zijn tijd door in Gezina, een buitenwijk van Pretoria, waar de Janse-collectie was gehuisvest. Omdat zijn Europese kwalificaties in Zuid-Afrika niet werden erkend, ging hij weer studeren en haalde een MSc. aan de Universiteit van Pretoria. Vanaf 1955 lag de focus van zijn publicaties op de Zuid-Afrikaanse micro's, met name de Lithocolletidae. Hij behaalde in 1961 een DSc. aan de Universiteit van Pretoria voor een monografie van Zuid-Afrikaanse vertegenwoordigers van die familie. In 1973 publiceerde hij een herziening van Afrotropische Tineidae samen met László Anthony Gozmány van de Natuurhistorisch Museum in Boedapest.
Vari werkte af en toe aan dagvlinders zoals in 1971 aan de herziening van het geslacht Tarsocera en in 1983 aan beschrijvingen van nieuwe soorten van het geslacht Lepidochrysops (Lycaenidae), met David Abraham Swanepoel. Hij redigeerde ook de postume uitgave uit 1979 deel 4 van Van Son's Butterflies of Southern Africa.
In 1986 publiceerde hij het belangrijke Southern African Lepidoptera: A Series of Cross-Referenced Indices samen met Douglas Mervyn Kroon.
Vári's belangrijkste onderzoeksactiviteiten betroffen het uitkweken van de bladminerende vlinders waarmee hij veel nieuwe taxa ontdekte en zijn inspanningen die leidden tot de realisatie van zijn uitgebreide vlindercollectie. Na zijn pensioen in 1986 was Vari nog tot 2007 actief als conservator van de afdeling Lepidoptera van het Ditsong National Museum of Natural History. Verder hield hij zich bezig met het opstellen van een checklist van de Zuid-Afrikaanse Lepidoptera die in 2002 was gepubliceerd.
Nadat in 1992 zijn eerste vrouw overleed, was hij in 1998 hertrouwd met Josephina, die eerder overleed dan Vári. Hij had op het moment van zijn overlijden drie kinderen, vijf kleinkinderen en drie achterkleinkinderen.
- Library of Congress Control Number: n84006642
- Nederlandse Thesaurus van Auteursnamen: 068539339
- Virtual International Authority File: 43229422
- WorldCat: E39PBJvtd3XRJMqWdX7H8Hhfv3